# INO-4800
INO-4800 — ДНК-вакцина проти COVID-19, розроблена компанією Inovio Pharmaceuticals.
У лютому 2020 року, отримавши детальну інформацію про генетичну послідовность вірусу SARS-CoV-2, Inovio оголосила про створення доклінічної вакцини на основі ДНК у якості потенційного засобу профілактики COVID-19. Inovio конкурує за розробку вакцини з безліччю інших компаній, які станом на кінець червня проводили доклінічні або ранні дослідження на людях понад 170 вакцин-кандидатів. У квітні 2020 року Inovio почала випробування фази I вакцини-кандидата.
Попередній звіт про дослідження I фази опублікований в журналі Lancet. Передбачається можливість зберігання вакцини при кімнатній температурі.

## Клінічні дослідження
Inovio співпрацює з китайською біотехнологічною фірмою Beijing Advaccine Biotechnology Co., щоб прискорити реєстрацію вакцини регулюючими органами в Китаї. Планувалося почати клінічні випробування вакцини-кандидата в Китаї в першій половині 2020 року. Inovio має партнерські відносини з виробниками для збільшення виробництва вакцини, якщо попередні випробування ефективності виявляться успішними. У квітні 2020 року компанія почала дослідження безпеки застосування вакцини INO-4800 на людях (фаза I) у Сполучених Штатах і дослідження фаз I—II у Південній Кореї для перевірки імуногенності проти COVID-19.
Починаючи з червня 2020 року, Inovio у партнерстві з Міжнародним інститутом вакцин і Сеульским національним університетом, просуває дослідження INO-4800 на людях в рамках фаз I—II (випробування безпеки та ефективності), які будуть проведені на 120-ти пацієнтах у лікарні Сеульського національного університету. Дослідження фінансується Коаліцією за інновації у забезпеченні готовності до епідемій та підтримується Корейськими центрами з контролю та профілактики захворювань і Корейським національним інститутом охорони здоров'я.